# Carlos Manuel Varela
Carlos Manuel Varela Amoretti (Dolores, Soriano, 10 de abril de 1940 - Montevideo, 12 de abril de 2015) fue un director de teatro, dramaturgo y profesor uruguayo.

## Biografía
Su madre fue la actriz de teatro y radioteatro Violeta Amoretti y era sobrino de la actriz Julia Amoretti. Fue conocido por el seudónimo de «Manolo». Egresó como profesor de Literatura del Instituto de Profesores Artigas y fue docente de la Escuela Municipal de Arte Dramático (EMAD). Años después fue director de la EMAD, durante la década de 1990. También presidió la Comisión del Fondo Nacional de Teatro (Cofonte).
Su trayectoria como autor teatral se caracterizó por tres etapas. La primera comprende las obras anteriores al inicio de la dictadura en Uruguay. La segunda abarca obras de ese período que va entre 1973 y 1985 en las que utilizó un lenguaje velado e indirecto con el que eludir la censura y referirse al clima de época. La tercera época se corresponde con la apertura democrática y en las obras de este período, de corte naturalista, apeló a un lenguaje explícito.
En 1968 obtuvo su primera nominación al premio Florencio por El juego tiene nombre, obra con la que ganó ese mismo año el premio de la Federación Uruguaya de Teatros Independientes. En 1979 ganó el primer premio del concurso por el 25 aniversario del Teatro Circular de Montevideo. En 1980 con Los cuentos del final obtuvo el primer premio de la Caja Notarial y con esa misma obra al año siguiente recibió el Florencio a mejor texto de autor nacional. En 1982 logró el primer premio del Concurso SAS, La Mañana, El Diario y el Centro de Artes y Letras de Punta del Este por Palabras en la arena y en 1985 el premio Embajada de España por Don Quijote. Recibió una nominación al Florencio de la Crítica Teatral en 1986 por Crónica de la espera y otra en 1989 por La Esperanza S.A. En 1991, por Interrogatorio en Elsinore, ganó el Premio de la Intendencia Municipal de Montevideo, el premio Único del Ministerio de Educación y Cultura y el premio Nacional de teatro édito. En 1995 le fue otorgado el premio Morosoli a la trayectoria. En 1997 con Emboscada el primer premio del Instituto Internacional del Teatro y el premio Instituto Goethe y Lufthansa. También ganó el primer premio «Andrés Castillo» de la Comisión del Fondo Nacional del Teatro (Cofonte) 2004 por Bienvenidos al hogar; el Premio mejor drama del Festival Cumbre de las Américas de Mar del Plata 2013 por Los soñadores, el premio Nacional de Teatro édito 2010 por Antología, 9 obras y en 2013 el premio «Alberto Candeau» a la trayectoria.
Sus obras han sido traducidas al alemán, inglés, italiano y portugués. Se han representado en Australia, Estados Unidos, Italia y varios países de América Latina. Además de obras de teatro, también ha escrito ensayos, cuentos y guiones de televisión.
Llegó a integrar la Academia Nacional de Letras de Uruguay pero la enfermedad que le costó la vida le impidió dar el habitual discurso de ingreso.

## Obras
Obras de teatro
- 1968 El juego tiene nombre
- 1969 Happening
- 1970 La enredadera
- 1972 Siempre dimos que hablar
- 1976 Se mira y no se toca
- 1979 Las gaviotas no beben petróleo
- 1980 Alfonso y Clotilde
- 1981 Los cuentos del final
- 1982 Palabras en la arena
- 1983 Interrogatorio en Elsinore
- 1985 Don Quijote
- 1986 Crónica de la espera
- 1987 Sin un lugar (o Los juegos del miedo)
- 1989 La Esperanza S.A.
- 1993 Rinnng
- 1996 Las divas de la radio
- 1997 Emboscada
- 1999 Federico pasión y sangre derramada
- 2002 ¿Quién oyó hablar de Madame Bovary?
- 2004 Bienvenidos al hogar
- 2004 Los juegos del miedo
- 2005 La entrevista
- 2006 Lo que no muere
- 2009 El hombre que quería volar
- 2010 Los de siempre
- 2011 Barquitos negros
- 2013 Los soñadores

Cuentos
- 2007 Encuentros solitarios, AG Ediciones.

Otros
- 2008 Antología, 9 obras (teatro, prólogo de Begoña Alberdi), AG Ediciones

Ensayos
- 1977 Shakespeare (Ediciones de la Banda Oriental)
- 1992 Del enmascaramiento al significado explícito (UNESCO)
- 1998 Las transformaciones del texto dramático (Celcit-ITI)